# Tsuyama
Tsuyama (japanska: 津山市  ?, Tsuyama-shi) är en stad i Okayama prefektur i Japan. Staden fick stadsrättigheter 1929.